# ReSuli
A ReSuli egy magyarországi országos lefedettséggel bíró oktatási hálózat és alapítvány mely az oktatás megújításával foglalkozik.

## Tevékenysége
Tevékenységében kiemelten foglalkozik az állami köznevelésben tapasztalható olyan problémákkal. Ezek között hangsúlyosan a nemzeti köznevelési törvény problémái és a nemzeti alaptanterv problémái, amelyek miatt félő, hogy az oktatás lemaradása nő a megújuló világ szükségleteitől, ennek érdekében kezdettől és különösen 2019-től jelentős tájékoztatói tevékenységet folytat és összefogja az érdekelteket.
Egyik központi kampánya éppen ezért a #tégedisérint kampány, amelyben az egész társadalmat megszólítja. E mellett fontos tevékenysége, hogy közvetlenül is részt vesz a reformpedagógiai oktatási tevékenységek szervezésében, támogatásában.

## Története
A ReSuli 2017-ben indult. A korábbi tapasztalatok alapján ebben az évben hozta létre az alapítványt.
2018-ra már számos tapasztalatra tett szert a tanulócsoportok területén. Ebben az évben indította Partnerségi programját is, mellyel a szervezeti működésben és módszertanban indított országos segítségnyújtást.